# Rue Franklin (Lyon)
Pour les articles homonymes, voir Rue Franklin.
La rue Franklin est une rue du quartier d'Ainay située sur la presqu'île dans le 2e arrondissement de Lyon, en France.

## Situation et accès
La rue débute sur le quai Maréchal-Joffre et se termine sur le quai du Docteur-Gailleton. Elle est traversée par les rues Vaubecour, d'Enghien, Henri-IV, Auguste-Comte, et de la Charité. La circulation se fait en sens unique du quai Gailleton au quai Joffre avec un stationnement des deux côtés.
La ligne   a un arrêt Franklin à l'angle de la rue de la Charité et de la rue Franklin et un autre arrêt nommé Ainay à l'angle de la rue Franklin et Vaubecour.

## Origine du nom
Anciennement rue de la Reine (1821-1848 et 1852-1878), puis rue de la Concorde (1848-1852), elle est dédiée à Benjamin Franklin (1706-1790), inventeur, homme politique,  
et l'un des pères fondateurs des États-Unis. Franklin est venu à Lyon en 1785 et a été nommé membre associé de l'académie des sciences, belles-lettres et arts de Lyon. Son nom a été attribué le 19 novembre 1878 (délibération municipale) et confirmé par arrêté préfectoral du 2 juillet 1879.

## Histoire
En 1548, le confluent se trouvait à cet endroit.
Clair Tisseur (1827-1895) dit Nizier du Puitspelu a vécu au no 10 de 1858 à 1877.
Charles Maurras a vécu au numéro 28 bis lors de Seconde Guerre mondiale.
L’archéologue Camille Germain de Montauzan (1862-1942) a vécu au no 57 jusqu'à sa mort. Il rédige une étude sur les aqueducs antiques, un plan de la grotte Bérelle et mène les fouilles du théâtre antique.
L'architecte Jules Paulet (1866-1953) a vécu au no 26. On lui doit l'église du Sacré-Cœur.
Suzie Bournet, une poétesse française vécu au no 38.
Le 2 décembre 1969, Pierre Rémond dit Nenœil, du gang des Lyonnais, se rend au café de la Mairie, à l'angle de la rue d'Enghien et Franklin, et tire sur le sous-brigadier Jean Bianchini qui riposte et tue Pierre Rémond. Le sous-brigadier Bianchini meurt plus tard de ses blessures.
En 2020, plusieurs arbres sont plantés dans la rue aux alentours de son croisement avec la rue Victor-Hugo, ce dans le cadre de la rénovation de cette dernière en permettant pas d’y planter des végétaux de par la présence du métro A en son dessous.